# Байрамова, Захра Садых кызы
Захра Садых кызы Байрамова (азерб. Zəhra Sadıq qızı Bayramova; 15 февраля 1930, Шамкирский район — 3 апреля 1991, Шамкирский район) — советский азербайджанский виноградарь, Герой Социалистического Труда (1950).

## Биография
Родилась 15 февраля 1930 года в селе Тазакенд Шамхорского района Азербайджанской ССР (ныне Шамкирский район).
С 1946 года рабочая, звеньевая виноградарского совхоза имени Азизбекова Шамхорского района Азербайджанской ССР. В 1949 году получила урожай винограда 234,1 центнер с гектара на площади 3 гектара.
Указом Президиума Верховного Совета СССР от 4 сентября 1950 года за получение высоких урожаев винограда на поливных виноградниках в 1949 году Байрамовой Захре Садых кызы присвоено звание Героя Социалистического Труда с вручением ордена Ленина и золотой медали «Серп и Молот».
Скончалась 3 апреля 1991 года в родном селе.